# 火燒天堂鎮
《火燒天堂鎮》（英語：The Lost Bus）是一部2025年美国生存劇情片，由保羅·葛林葛瑞斯執導，布拉德·英格尔斯比改编自丽兹·约翰逊所著的《天堂：一个小镇在美国野火中的生存斗争》（Paradise: One Town's Struggle to Survive an American Wildfire）一书。影片由马修·麦康纳和艾美莉卡·弗利拉主演。
電影登上2025年多倫多國際影展首映，2025年9月19日在美國有限上映，2025年10月3日在Apple TV+全球上線。

## 简介
2018年发生的坎普大火是目前加州历史上最致命的火灾，一名巴士司机必须驾驶巴士载着孩子和他们的老师安全逃离火灾现场并抵达安全地带。

## 演员
- 马修·麦康纳饰演巴士司机凯文·麦凯
- 艾美莉卡·弗利拉饰演学校老师玛丽·路德维希

## 制作
2022年6月，彗星电影公司的潔美·李·寇蒂斯和布倫屋製片公司的傑森·布倫以制片人的身份参与了这部改编自丽兹-约翰逊的著作《天堂：一个小镇在美国野火中的生存斗争》一书的电影的制片工作。2024年1月保羅·葛林葛瑞斯担任此片导演，马修·麦康纳主演该片。2024年2月，艾美莉卡·弗利拉加入剧组。电影的主体拍摄于同年4月1日在新墨西哥州的鲁伊多索开始。